# 7538 Zenbei
7538 Zenbei eller 1996 VE6 är en asteroid i huvudbältet som upptäcktes den 15 november 1996 av den japanska astronomen Takao Kobayashi vid Ōizumi-observatoriet. Den är uppkallad efter japanen Iwahashi Zenbei.
Asteroiden har en diameter på ungefär 4 kilometer och den tillhör asteroidgruppen Nysa.